# 格拉斯哥卡利多尼安大學
格拉斯哥卡利多尼安大學（英語：Glasgow Caledonian University）位于苏格兰的格拉斯哥。此大学的前身是一所设于1875年的学院，当时有110位学生。大學歷史可追溯到1875年，根據1993年的一份國會法案創立。按學生人數是蘇格蘭最大的大學之一。
於2021，全球排名在801至1000位。是一座有創新活力的大學。
2012年諾貝爾和平獎得主穆罕默德·尤努斯被選為大學校監，是第一位被選為蘇格蘭大學校監的非英國人。
2013年英國高等教育統計局將其畢業生的就業能力列為全蘇格蘭第二，全英第十一。同年國際學生滿意度為全英第二。

## 歷史
該大學的歷史可以追溯到1875年成立的格拉斯哥女王學院（The Queen's College, Glasgow）和1971年成立的格拉斯哥技校（Glasgow Polytechnic）。
女王學院主要提供家政學教育，1975年在百年慶典上接受來自伊莉莎白二世的皇家榮譽，伊莉莎白二世本人在1944年開始成為該大學的贊助人。
格拉斯哥技术院校曾是蘇格蘭最大的工程學文憑及學位提供者之一。
1994年4月1日兩機構合併形成格拉斯哥卡利多尼安大學，卡利多尼安一詞即Caledonia，今蘇格蘭的詩體拉丁名。

## 校區

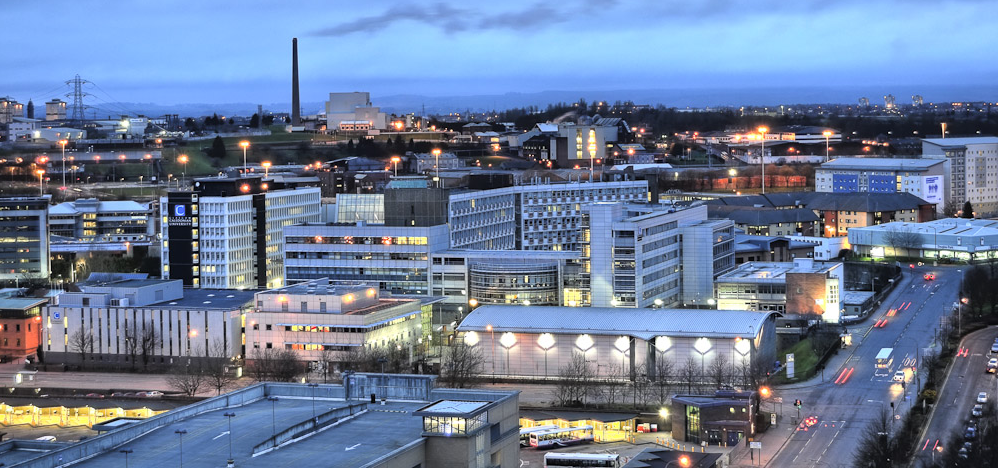
暮色中的格拉斯哥校區

格拉斯哥卡利多尼安大學的校區風格較為現代化，坐落於格拉斯哥市中心。2010年在倫敦增設研究生院，也是第一個這樣做的蘇格蘭大學。大學校園採用節能設計。

## 外部連結
- Glasgow Caledonian University （页面存档备份，存于）

55°52′02″N 4°15′01″W / 55.86722°N 4.25016°W